# سوزان آنسپاک
سوزان آنسپاک (انگلیسی: Susan Anspach؛ زادهٔ ۲۳ نوامبر ۱۹۴۲ - درگذشته ۲ آوریل ۲۰۱۸) بازیگر اهل ایالات متحده آمریکا بود.

## گزیدهٔ فیلم‌شناسی
از فیلم‌ها یا برنامه‌های تلویزیونی که وی در آن نقش داشته‌است می‌توان به آثار زیر اشاره کرد.
- پنج قطعه آسان (۱۹۷۰)
- دوباره بنواز، سام (۱۹۷۲)
- دو (۱۹۷۹)
- گاز (۱۹۸۱)
- سرخ خونی (۱۹۸۹)